# Старое Ахметово
Старое Ахметово — деревня в Сармановском районе Татарстана. Входит в состав Янурусовского сельского поселения.

## География
Находится в восточной части Татарстана на расстоянии приблизительно 3 км на север по прямой от районного центра села Сарманово у речки Мензеля.

## История
Основана не позднее 1643 года. До 1860-х годов население учитывалась как башкиры и тептяри. В 1870 году упоминалось о наличии мечети и мектеба.
В «Списке населенных мест по сведениям 1870 года», изданном в 1877 году, населённый пункт упомянут как деревня Старая Ахметева (Старая Ахметь-Абызова) 2-го стана Мензелинского уезда Уфимской губернии. Располагалась при речке Мензеле, по левую сторону коммерческого тракта из Бирска в Мамадыш, в 54 верстах от уездного города Мензелинска и в 18 верстах от становой квартиры в селе Александровское (Кармалы). В деревне, в 66 дворах жили 369 человек (186 мужчин и 183 женщины, в том числе: башкиры, 180 мужчин и 170 женщин; татары, 6 мужчин и 13 женщин), были мечеть, училище.

## Население
Постоянных жителей было: в 1795 году — 117 чел.; в 1811 — 80, в 1816 — 88, в 1834 — 63 души муж. пола; в 1870—369, в 1920—262, в 1926—252, в 1938—271, в 1949—201, в 1958—162, в 1970—139, в 1979 — 65, в 1989 — 7, 1 в 2002 году (татары 100 %), 5 в 2010.